# София Хаджипантазиева
София Хаджипантазиева (на гръцки: Σοφία Χατζηπανταζή, София Хадзипантази) e гръцка андартска деятелка, капитанка на гръцка андартска чета в Югоизточна Македония.

## Биография
София Хаджипантазиева е родена в българското гъркоманско село Просеник. Заедно със съпруга си Атанас Хаджипантазиев е виден деец на гръцкия комитет и действа като информатор, куриер и укривател. След раняването на Хаджипантазиев в 1906 година и смъртта му в 1907 София оглавява четата му и действа в Сярско, Валовищко и Мелнишко до Младотурската революция в 1908 година.